# Buchwałd (półwysep)
Buchwałd – półwysep w Pieninach Spiskich wcinający się do Jeziora Czorsztyńskiego. Dawniej był to grzbiet wzniesienia, półwyspem stał się po napełnieniu wodą sztucznego zbiornika wodnego, jakim jest Jezioro Czorsztyńskie. Powstało ono po wybudowaniu tamy zamykającej Czorsztyński Przełom w najwęższym miejscu.
Od północnej strony Buchwałd podcięty jest wapiennymi skałami o pionowych ścianach i wysokości dochodzącej do 100 m, od wschodu opada do Jeziora Czorsztyńskiego, od południa do zatoki Kosarzyska. Północną część półwyspu porasta las z kilkunastoma wapiennymi skałami. Józef Nyka podaje nazwy czterech: Pieronka, Rybiarka, Ślusarska Skała, Walantowa, na mapie Geoportalu zaznaczona jest tylko Rybiarka. W skałach są dwie niewielkie jaskinie: Schronisko w Zielonych Skałkach i Schronisko w Zielonych Skałkach Górne. Od 1970 r. na tej części półwyspu utworzono rezerwat przyrody Zielone Skałki, w 1996 r. został on włączony do Pienińskiego Parku Narodowego. O Zielonych Skałkach Józef Nyka pisał: pełne uroku zakątki ze ścianami, ostrymi turniami, miniaturowymi dolinkami, łączkami wśród skał.
Południowa, opadająca do zatoki Kosarzyska część Buchwałdu to pola uprawne miejscowości Niedzica w województwie małopolskim, w powiecie nowotarskim, w gminie Łapsze Niżne. Przecinają je dwie wąskie asfaltowe drogi, którymi prowadzi trasa rowerowa (VeloDunajec). Od wschodu półwysep oddzielony jest od dalszej części grzbietu parowem Dolina.
Nazwa Buchwałd, podobnie jak wiele innych w Pieninach, jest pochodzenia niemieckiego, na terenach tych zwanych Spiszem, wśród osadników byli bowiem także Niemcy. Sprowadzeni zostali tutaj w XIII wieku po zniszczeniach dokonanych przez najazdy mongolskie. Nazwę Buchwałd miało wiele wsi, osad, dóbr i leśnictw w Prusach Zachodnich, Prusach Wschodnich i na niemieckim Śląsku.